# Bluff (Nowa Zelandia)
Bluff – miasto w Nowej Zelandii. Położone w południowej części Wyspy Południowej, w regionie Southland, 1 604 mieszkańców. (dane szacunkowe - styczeń 2012).